# Taishi Semba
Taishi Semba (japanisch 仙波 大志 Semba/Senba Taishi; * 19. August 1999 in Stadt Fuchū, Kreis Aki, Präfektur Hiroshima) ist ein japanischer Fußballspieler.

## Karriere
Taishi Semba erlernte das Fußballspielen in der Jugendmannschaft von Sanfrecce Hiroshima sowie in der Universitätsmannschaft der Ryūtsū-Keizai-Universität. 2018 spielte er fünfmal für den Ryutsu Keizai University FC in der Regionalliga. Vom 25. März 2021 bis Saisonende wurde er an seinen Jugendverein Sanfrecce Hiroshima ausgeliehen. Der Verein aus Hiroshima, einer Hafenstadt im Südwesten der japanischen Hauptinsel Honshū, spielt in der ersten japanischen Liga, der J1 League. Hier kam er jedoch nicht zum Einsatz. Nach Ende der Ausleihe wurde er von Sanfrecce am 1. Februar 2022 fest unter Vertrag genommen. Sein Erstligadebüt gab Taishi Semba am 19. Februar 2022 (1. Spieltag) im Heimspiel gegen Sagan Tosu. Hier wurde er in der 87. Minute für den Brasilianer Ezequiel eingewechselt. Das Spiel endete 0:0. Bis Mitte Juli absolvierte er zwei Erstligaspiele. Am 13. Juli 2022 wechselte er auf Leihbasis nach Okayama zum Zweitligisten Fagiano Okayama. Hier bestritt er bis Juli 2024 63 Ligaspiele. Im gleichen Monat wechselte er auf Leihbasis zum Zweitligisten Thespakusatsu Gunma. Hier bestritt er 14 Ligaspiele. Am Ende der Saison 2024 musste er mit dem Verein als Tabellenletzter den Weg in die Drittklassigkeit antreten. Nach der Ausleihe kehrte er im Januar 2025 zu Sanfrecce Hiroshima zurück. 